# Gundam 0079
Gundam 0079 (機動戦士ガンダム 0079?, Kidō senshi Gundam 0079) è un manga scritto ed illustrato da Kazuhisa Kondō e tratto dall'anime Mobile Suit Gundam. Fortemente voluto dall'autore, già grande fan dell'anime, Gundam 0079, ne costituisce la fedele trasposizione a fumetti. 
Pubblicato inizialmente sulla rivista Cyber Comix della Bandai nel 1994, è stato successivamente serializzato e concluso sul mensile Dengeki Daioh della MediaWorks e in seguito raccolto in 12 volumi tankōbon.
In Italia è stato pubblicato con periodicità variabile dalla Planet Manga, etichetta della Panini Comics, nella collana Manga Legend con il titolo Gundam 0079, dal 12 luglio 2000 al 6 aprile 2013 per un totale di 22 uscite.

## Volumi
| Nº Ja | Nº It | Data di prima pubblicazione | Data di prima pubblicazione | Data di prima pubblicazione      |
| Nº Ja | Nº It | Giapponese                  | Giapponese                  | Italiano                         |
| ----- | ----- | --------------------------- | --------------------------- | -------------------------------- |
| 1     | 1-2   | 13 ottobre 1994             | ISBN 978-4-8402-0199-5      | 12 luglio 2000 9 agosto 2000     |
| 2     | 3-4   | 23 febbraio 1995            | ISBN 978-4-8402-0266-4      | 18 settembre 2000 9 ottobre 2000 |
| 3     | 5-6   | 27 settembre 1995           | ISBN 978-4-8402-0371-5      | 23 ottobre 2000 4 dicembre 2000  |
| 4     | 7-8   | 5 aprile 1996               | ISBN 978-4-8402-0451-4      | 8 gennaio 2001 8 febbraio 2001   |
| 5     | 9-10  | 27 settembre 1997           | ISBN 978-4-8402-0700-3      | 14 marzo 2001 2 aprile 2001      |
| 6     | 11-12 | 16 dicembre 1998            | ISBN 978-4-8402-1066-9      | 9 maggio 2001 29 maggio 2001     |
| 7     | 13-14 | 27 marzo 2000               | ISBN 978-4-8402-1507-7      | 3 luglio 2001 26 luglio 2001     |
| 8     | 15-16 | 26 maggio 2001              | ISBN 978-4-8402-1854-2      | 28 agosto 2001 2 ottobre 2001    |
| 9     | 17-18 | 27 luglio 2002              | ISBN 978-4-8402-2129-0      | 7 luglio 2003 4 agosto 2003      |
| 10    | 19-20 | 27 settembre 2003           | ISBN 978-4-8402-2498-7      | 8 giugno 2004 8 luglio 2004      |
| 11    | 21    | 27 novembre 2004            | ISBN 978-4-8402-2863-3      | 9 marzo 2013                     |
| 12    | 22    | 26 novembre 2005            | ISBN 978-4-8402-3254-8      | 6 aprile 2013                    |